# Chiesa di Sant'Alberto Magno
La chiesa di Sant'Alberto Magno è un luogo di culto cattolico di Roma, situato in via delle Vigne Nuove nel Municipio Roma III.

## Storia

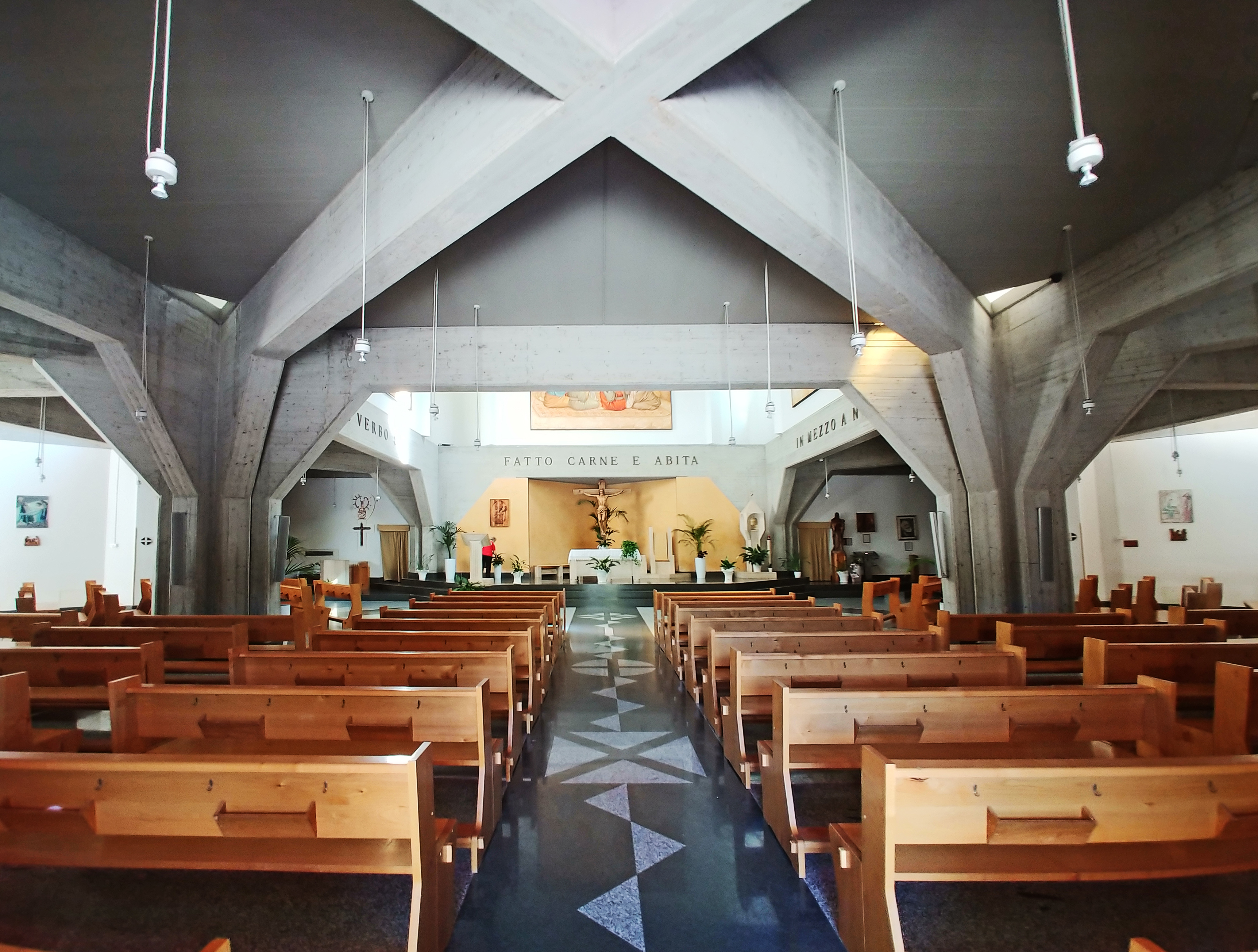
Vista dell'interno.

La chiesa venne costruita tra il 1989 e il 1991 su progetto di Sandro Benedetti. Su di essa insistono gli omonimi parrocchia, eretta il 1º settembre 1983 e affidata al clero diocesano di Roma, e titolo cardinalizio, istituito il 19 novembre 2016 da papa Francesco.
L'organo a canne è opera di Leonardo Forti e risale al 1996; a trasmissione elettrica con sistema multiplo, dispone di 35 registri (dei quali 6 sono reali) su due manuali e pedale.